# Śledź oceaniczny
Śledź oceaniczny, śledź atlantycki, śledź pospolity, śledź (Clupea harengus) – gatunek ławicowej ryby morskiej z rodziny śledziowatych.
Blisko spokrewniony ze śledziem pacyficznym. Obydwa gatunki – powszechnie określane nazwą śledź – miały olbrzymie znaczenie gospodarcze stanowiąc główny cel połowów w rybołówstwie morskim. W wyniku przełowienia w latach 90. XX wieku liczebność poszczególnych populacji znacznie się zmniejszyła, jednak nadal śledzie są bardzo ważnymi rybami użytkowymi.

## Zasięg występowania
Śledź atlantycki zasiedla wody strefy umiarkowanej i chłodnej północnego Atlantyku od Oceanu Arktycznego do kanału La Manche i Morza Bałtyckiego. Ryby te żyją w toni wodnej na głębokościach do 250 m. Przebywają w dużych grupach zwanych ławicami. W Morzu Bałtyckim występuje podgatunek śledzia atlantyckiego, śledź bałtycki (C. h. membras), zwany też sałaką.

## Charakterystyka
Ciało silnie bocznie spłaszczone, wrzecionowate, o długości ok. 30 cm (maksymalnie do 45 cm), grzbiet zielononiebieski, brzuch i boki srebrzyste. Niewielki otwór gębowy z dobrze uzębionym lemieszem, głowa bezłuska. Płetwa ogonowa głęboko wcięta, widlasta. Nasada płetwy grzbietowej jest położona przed nasadą płetw brzusznych, co różni śledzia od bardzo podobnego szprota, u którego układ tych płetw jest odwrotny. Linia boczna śledzia atlantyckiego nie jest widoczna, łuski łatwo wypadają. Pęcherz pławny jest połączony z przewodem pokarmowym i dodatkowym przewodem prowadzącym w okolicę odbytu, z otoczeniem zewnętrznym, co umożliwia szybkie wypuszczenie powietrza.

## Pokarm
Śledzie odżywiają się planktonem – drobnymi skorupiakami i larwami ryb. Odbywają wędrówki w poszukiwaniu pokarmu. W dzień żerują bliżej dna, nocą bliżej powierzchni.

## Rozmnażanie

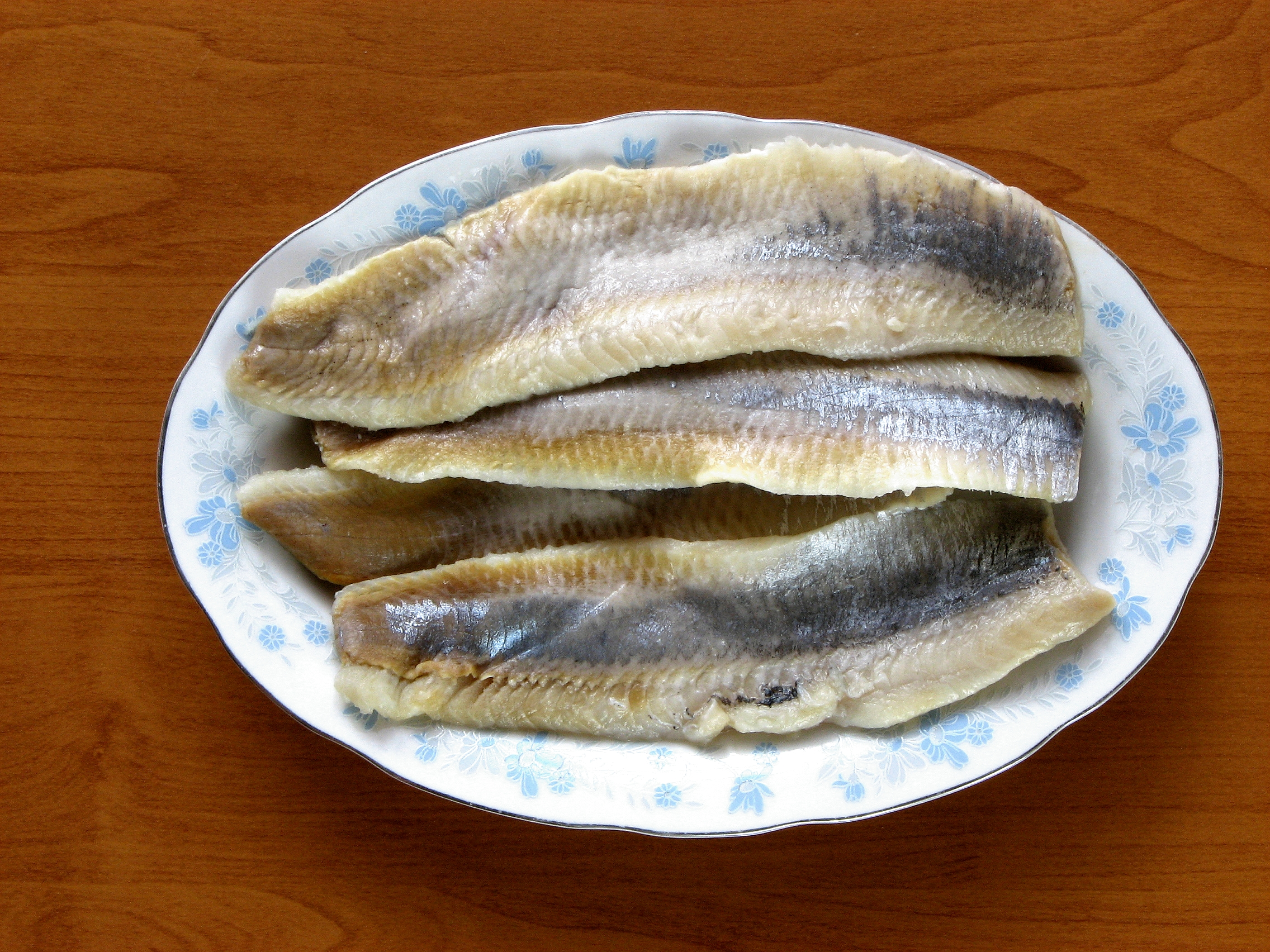
Filety ze śledzi

Śledź przed osiągnięciem dojrzałości płciowej nazywany jest rybą młodocianą, tzw. matias, śledź dziewiczy – I i II stopień według skali Maiera. Dojrzałość płciową osiągają od 2–3 roku życia w przypadku śledzia bałtyckiego i do 5–8 roku u populacji oceanicznych. Samica, w zależności od wieku i wielkości, składa od 10 000 do 100 000 jaj. Ikra jest kleista i ciężka, łatwo opada na dno i przykleja się do niego. Larwy przeobrażają się przy długości 3–6 mm, po czym płyną stadami w stronę płytkich wód przybrzeżnych, gdzie pozostają do osiągnięcia wieku 6 miesięcy. Dojrzałe ryby przenoszą się w głębsze wody. Śledź atlantycki żyje 20–25 lat.

## Znaczenie gospodarcze
Jeden z ważniejszych gatunków rybołówstwa morskiego. Popularny w zastosowaniach kulinarnych od zamierzchłych czasów dzięki łatwości przechowywania po zasoleniu. Spożywany jest również w stanie świeżym, wędzonym, po zamrożeniu, w postaci konserw i marynat.

## Podgatunki
Wyróżniono następujące podgatunki śledzia oceanicznego:
- Clupea harengus harengus – śledź atlantycki[3]
- Clupea harengus membras – sałaka[3], śledź bałtycki[3]
- Clupea harengus suworowi – śledź peczorski[3]